# Cantonul Lorgues
Cantonul Lorgues este un canton din arondismentul Draguignan, departamentul Var, regiunea Provence-Alpes-Côte d'Azur, Franța.

## Comune
- Les Arcs
- Le Thoronet
- Lorgues (reședință)
- Taradeau